# Geschichte der Stadt Münchberg

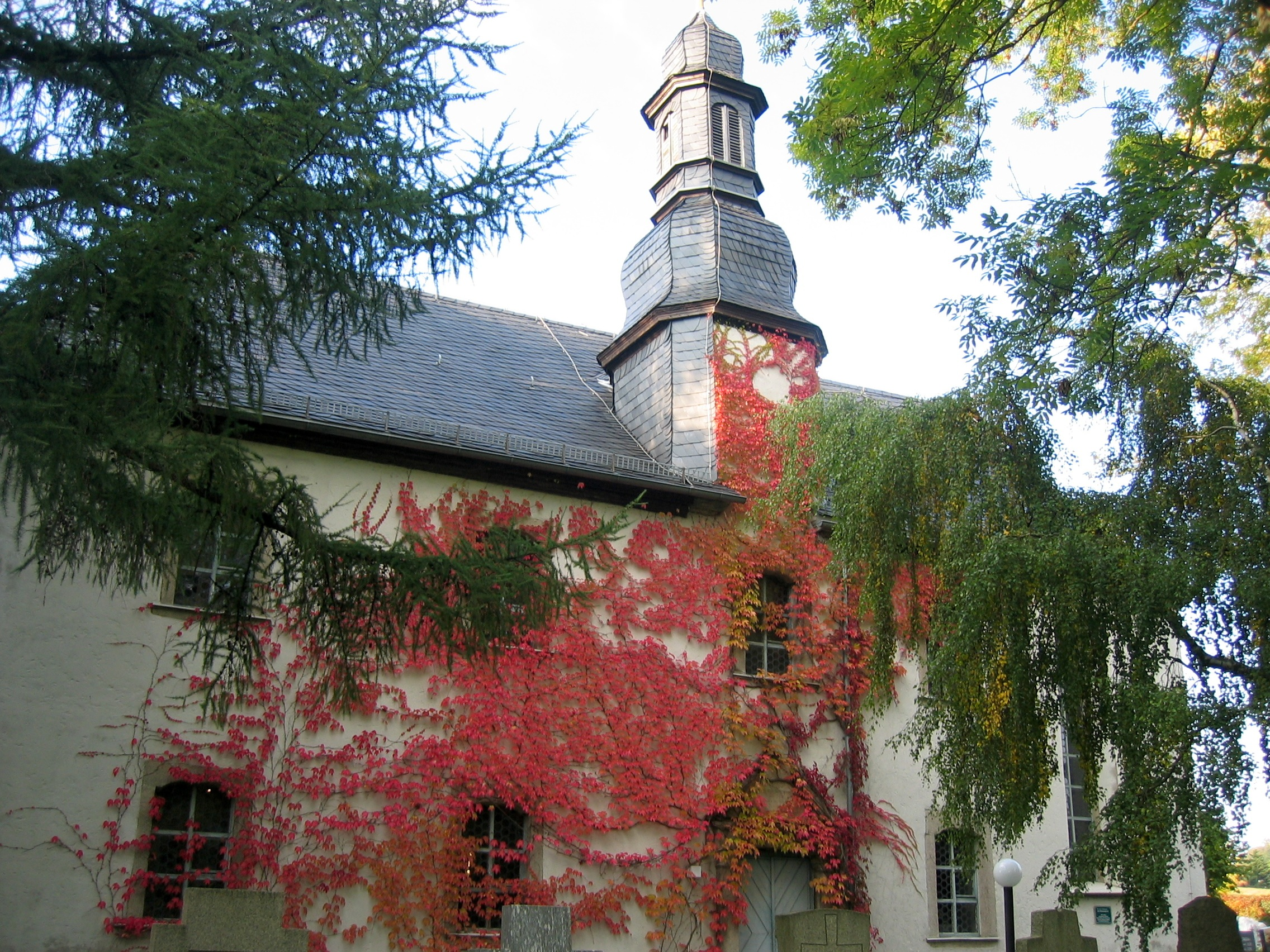
Zur Himmelspforte als älteste bestehende Münchberger Kirche

Die Geschichte von Münchberg, einer Stadt im Landkreis Hof in Bayern, beginnt mit der Gründung der Siedlung, die um das Jahr 1000 vermutet wird. Während der Herrschaft des Adelsgeschlechts Sparneck konnte sich Münchberg zur Stadt entwickeln und wurde erstmals urkundlich 1298 als solche bezeichnet. Nach einem Verkauf ging die Stadt an die Burggrafen von Nürnberg und 1397 an die Bayreuther Linie der Hohenzollern. 1792 wurde die Stadt preußisch und 1806 von der französischen Armee besetzt. 1810 kam sie zum Königreich Bayern.
Während des Zweiten Weltkriegs wurde sie 1940 als erste Stadt in Bayern Ziel eines Fliegerangriffs. Bis zur Gebietsreform war Münchberg Kreisstadt des gleichnamigen Landkreises. Heute ist Münchberg mit 11.170 Einwohnern die größte Stadt im Landkreis Hof. Sie ist als Textilstadt bekannt und beherbergt mit der Fakultät Textil und Design der Hochschule Hof die einzige bayerische Textil-Hochschuleinrichtung.

## Mittelalter

### Die erste Siedlung
Die Entstehung einer Siedlung wird um das Jahr 1000 vermutet. Sie diente als Rastort an einer Altstraße, die schon in karolingischer Zeit vom Obermaintal nach Sachsen und Böhmen über die Münchberger Senke führte. Die ersten Häuser sollen sich nahe der Pulschnitzfurt befunden haben. Eine wesentlich frühere Besiedlung des Münchberger Raums gilt aufgrund der dichten Wälder und schlechten klimatischen Verhältnisse der Mittelgebirgsregion als ausgeschlossen. Die ersten Besitzer waren vermutlich die edelfreien Walpoten als Vertreter der Grafen des Radenzgaus. Ob der Ort von Mönchen gegründet wurde, wie es sich aus dem im Jahr 1224 urkundlich erschienenen Namen Munchiberc ableiten lässt, ist nicht nachweisbar. Zur Sicherung der Siedlung wurde etwa um das Jahr 1100 die Turmhügelburg Münchberg errichtet. Die Befestigung soll sich im Flusstal der Pulschnitz im Winkel zwischen der Bahnhofstraße und der Kirchenlamitzer Straße befunden haben. Die Seitenlänge des Kernhügels wird auf siebzehn, die Breite des umgebenden Grabens auf zehn und dessen Tiefe auf rund zwei Meter geschätzt.
In der Nähe des Turmhügels, bei den Gebäuden Bahnhofstraße 11, 13 sowie Ottostraße 1, 3 und 5, vermutet Karl Dietel einen Herrenhof. Mit dem Dorf entwickelte sich der Hochgerichtsbezirk Münchberg. Das Gericht war für den Kern des späteren Landkreises Münchberg zuständig. Erstmals urkundlich genannt wurde es am 21. Dezember 1315 als Gericht zu Monchberg.

### Die Entwicklung vom Dorf zur Stadt
Durch die Fernstraßen und den Sitz des Hochgerichts wuchs das Dorf. Es entstand eine Kapelle oder Kirche, wodurch sich Münchberg von den anderen Dörfern der Umgebung abhob. Nachdem die Oberherrschaft über den Radenzgau an die Familie von Andechs wechselte, verloren die Walpoten ihre Funktion als Vizegrafen. Damit begann ihr sozialer Abstieg, der zum Verlust ihrer Besitztümer führte. Zwischen 1220 und 1240 erwarben die Herren von Sparneck Münchberg. Die neuen Eigentümer verliehen dem Dorf das Marktrecht. Verschiedene Handwerksbetriebe wie Bäckereien, Metzgereien und Brauereien siedelten sich an.
Münchberg wurde am 7. Januar 1298 erstmals als Stadt bezeichnet. Die Herren von Sparneck errichteten eine Stadtmauer mit dem Unteren und dem Oberen Tor. Das Untere Tor wurde an ein Wohnhaus angebaut. Es befand sich am Ausgang der Torgasse, kurz vor der heutigen Fußgängerzone am Pfarrhaus. Das Obere sicherte die Straße nach Hof und hatte seinen Standort an der unteren Mauer der heutigen Fabrikantenvilla. 1308 wurde erstmals urkundlich die Pfarrei Münchberg bestätigt.

### Die Burggrafen und das Nürnberger Stadtrecht
Die Burggrafen von Nürnberg erweiterten ab etwa 1300 ihr Territorium in großem Umfang. Am 22. April 1328 erhielten sie durch Kaiser Ludwig der Bayer das Recht, Mussen zur Stadt auszubauen. Um diese nahe Konkurrenz zu verhindern und Münchberg zu stärken, verliehen die Sparnecker dem Ort am 13. Juli 1364 die Nürnberger Stadtrechte. Damit wurden Rechte, Pflichten und Privilegien der Reichsstadt Nürnberg auf Münchberg übertragen, wie das erweiterte Marktrecht und die Hilfe des Stadtgerichts Nürnberg in schwierigen Rechtsfällen.
Die Herren von Sparneck verloren durch die aufkommende Territorialstaatenbildung zunehmend an Einfluss. Münchberg selbst rückte in den Fokus einer Übernahme durch die Grafen. Am 22. Februar 1373 verkauften die Herren von Sparneck einen Teil der Stadt an Burggraf Friedrich V. Noch im selben Jahr errichteten die Burggrafen ein Verwaltungsamt für die Gebiete um Münchberg und machten die Stadt zum Amtssitz. Ein Rückkaufsrecht der Sparnecker war vereinbart, wurde aber nie eingelöst. Ab 1381 gehörte die Stadt vollständig den Burggrafen von Nürnberg. In einem Erbvertrag vom 19. Mai 1385 legte Friedrich V. fest, dass sein Besitz nach seinem Tode an seine Söhne aufgeteilt werden sollte. Münchberg gehörte zum so genannten Oberland, aus dem sich das Fürstentum Bayreuth entwickelte. In einer Urkunde von um 1400 wurden erstmals der Stadtrat und ein Bürgermeister von Münchberg genannt. Aus einem burggräflichen Register von 1408 geht als Folge der Übernahme ein Wechsel der Oberen Gerichtsbarkeit hervor. Das Hochgericht Münchberg hatte sich bei schwierigen Streitfällen nun an das Gericht in Hof zu wenden und nicht mehr an das Nürnberger Stadtgericht.
Im Jahr 1430 war die Region von den Kriegszügen der Hussiten und ihrer Gegner betroffen. Inwieweit dies Auswirkungen auf Münchberg hatte, ist nach Karl Dietel unklar. Das zwei Jahre vorher veröffentlichte Buch von Tim Breuer geht hingegen von einer Zerstörung der Stadtkirche während des Hussiteneinfalls aus.
Am 6. September 1434 trat in Münchberg eine allgemeine Stadt- und Gerichtsordnung in Kraft, mit der beispielsweise Wahlverfahren, die Erteilung von Bürgerrechten und die Pflichten der Gemeinde geregelt wurden. Markgraf Johann der Alchemist erteilte am 3. März 1448, 78 Jahre nach dem Erwerb, erneut das Stadtrecht und bestätigte damit bereits vorhandene Rechte. Die erste Schule, vermutlich eine Lateinschule, wurde am 22. April 1516 beurkundet.
Nach Daten der Gesellschaft für Leprakunde ist in Münchberg ab 1451 ein mittelalterliches Leprosorium nachweisbar, das an der Straße nach Hof lag; 1790 wurde das Gebäude abgerissen.

## Neuzeit

### Die Reformation
Am 26. September 1524 beschloss ein Landtag unter Markgraf Kasimir mit Vertretern des Adels, der Städte sowie evangelischen und katholischen Geistlichen, die Lehre Martin Luthers zuzulassen. Der erste evangelische Pfarrer in Münchberg war Johann Schmidt, der erstmals um 1529 eine deutschsprachige Messe feierte. Im Oktober desselben Jahres beschuldigte der Bamberger Bischof Weigand von Redwitz Markgraf Georg, ihm die geistliche Jurisdiktion über die Pfarrei Münchberg entzogen zu haben. Georg antwortete, dass der Bischof in Münchberg keine Rechte auf die Gerichtsbarkeit habe, außer denen, die er und seine Geistlichen sich selbst angemaßt hätten. Der Markgraf ordnete an, dass am 8. Januar 1530 alle Wertgegenstände der Pfarrei abzugeben waren. Der nachfolgende Markgraf Albrecht Alcibiades versuchte mehrmals, den evangelischen Glauben zurückzudrängen, scheiterte aber am Widerstand der Adeligen im Fürstentum. Die Pfarrei Münchberg wurde 1558 der Superintendentur Hof zugeteilt. Ab etwa 1565 war die Stadt entsprechend der Entscheidung des Landesherrn evangelisch.
Am 6. Juli 1534 wurde Münchberg durch ein am Oberen Stadttor ausgelöstes Großfeuer nahezu vollständig zerstört. Der Wiederaufbau kam nur sehr langsam voran und dauerte mehrere Jahre. 1547 zählte Münchberg etwa 800 Einwohner. Während der Regierungszeit von Albrecht Alcibiades wurde das Fürstentum Bayreuth in die vier Hauptmannschaften Bayreuth, Kulmbach, Neustadt an der Aisch und Hof aufgeteilt. Münchberg kam zur Hauptmannschaft Hof. Im von Albrecht Alcibiades ausgelösten Zweiten Markgrafenkrieg hatte die Stadt keine Zerstörungen zu beklagen, Hof ging jedoch 1553 in Flammen auf. Ob es um Münchberg zu Plünderungen oder Geldzahlungen kam, ist nicht bekannt. Am 28. November 1553 wurden in der Stadt die Übernahmebedingungen der belagerten Stadt Hof unterzeichnet.

### Der Dreißigjährige Krieg
Kurz vor Beginn des Dreißigjährigen Krieges kam es am 8. März 1617 zu einem Großbrand, bei dem 48 Häuser, das Pfarrhaus und beide Diakonatsgebäude vollständig zerstört wurden. Das Fürstentum Bayreuth und Münchberg blieben während der ersten Jahre des Krieges durch eine Neutralitätserklärung des Markgrafen Christian von Kriegshandlungen verschont. Jedoch passierten bald fremde Truppenverbände das Gebiet, die keine Rücksicht auf die Neutralität nahmen, und die mehrmals in der Stadt einquartiert werden mussten. Um die Bevölkerung vor Übergriffen zu schützen, wurde ein militärischer Verband (Ausschuss) aus 200 Einwohnern gebildet. Am 1. April 1631 kam es erneut zu einer Brandkatastrophe, bei der Kirche, Pfarrhaus, Schule, Rathaus, 96 Privathäuser und 17 Scheunen niederbrannten.
Noch im selben Jahr wurde durch Markgraf Christian die Neutralität aufgehoben; das Fürstentum Bayreuth trat auf Seiten der Schweden in den Krieg ein. In der Folge zogen verschiedene Konfliktparteien durch das stark zerstörte Münchberg. Dabei litt der Ort unter Gegnern und Verbündeten gleichermaßen. Immer wieder wurde von Raub, Mord und Einquartierungen berichtet. Besonders das Jahr 1633, als große Teile des Fürstentums von kaiserlichen Truppen kontrolliert wurden, gilt als Schreckensjahr. Allein durch die eingeschleppte Pest kamen 330 Einwohner im Kirchensprengel um.
1635 kam es zu einer kurzen Phase der Ruhe. Markgraf Christian trat dem Prager Frieden bei. Das Bündnis mit den Schweden wurde beendet und am 24. Juni mit kaiserlichen Gesandten ein Vertrag abgeschlossen. Im Verzeichnis Spezialextrakt der Hauptmannschaft Hof vom September 1635 sind für Münchberg 40 Witwen mit 61 Kindern, 56 Vollwaisen, 98 abgebrannte Häuser und 72 verlassene Höfe, Häuser und Gehöfte aufgezählt. 1636 flammte der Krieg aufs Neue auf. Es kam zu weiteren Einquartierungen, Plünderungen und Grausamkeiten.
1648 wurde mit dem Westfälischen Frieden der Dreißigjährige Krieg beendet. Die Vertragsbestimmungen verpflichteten das Fürstentum Bayreuth, 37.000 Reichstaler an die Schweden zu zahlen. Für Münchberg bedeutete dies, dass pro 100 Gulden steuerbaren Vermögens fünf Reichstaler zu entrichten waren. Aufgrund der Brände lagen noch weite Teile der Stadt in Schutt und Asche. Die Stadt brauchte Jahrzehnte, um sich von Kriegszerstörungen, Stadtbränden und Pest zu erholen. Die Regierung erließ daher noch am 27. Oktober 1679 ein Edikt und versuchte den Wiederaufbau mit Steuererleichterungen und vergünstigtem Baumaterial voranzutreiben.

### Das Zeitalter des Absolutismus
1680 führte Markgraf Christian eine Verwaltungsvereinfachung durch Einrichtung von Oberämtern für benachbarte Amtsbezirke durch. So entstand das Oberamt Münchberg-Stockenroth mit den Amtsbezirken Münchberg, Stockenroth und Hallerstein. Im Jahre 1769 erlosch die Bayreuther Markgrafenlinie und das Fürstentum Bayreuth ging an den Ansbacher Zweig der Familie. Neuer Markgraf wurde Karl Alexander von Brandenburg-Ansbach, der beide Fürstentümer verwaltete. Karl Alexander löste die Oberämter auf und ordnete sie den übergeordneten Hauptmannschaften zu. Münchberg kam zur Hauptmannschaft Hof.
Im Jahr 1660 wurden die Kirchenbezirke neu geordnet und die Superintendenturen Hof und Kulmbach verkleinert. Die zwischen beiden liegende Pfarrei Münchberg wurde zu einer eigenen Superintendentur erhoben. Sie umfasste die Pfarreien Schwarzenbach (Saale), Ahornberg, Zell, Leupoldsgrün, Konradsreuth, Sparneck, Hallerstein, Weißdorf, Stammbach, Helmbrechts und Schauenstein. Der erste bekannte Superintendent war Johann Friedrich Pertsch.
An der durch Münchberg führenden stark frequentierten Handelsroute Nürnberg-Leipzig wurde im Januar 1693 eine Poststation eingerichtet. Der erste Postmeister war Pöhlmann. Erstes Posthaus war ab 1696 die Gaststätte Schwarzer Adler, aus der später das Hotel Adler entstand. Am Ende des Jahrhunderts war der Wiederaufbau an den meisten Brandstätten abgeschlossen.
Am 26. September 1701 vernichtete erneut ein Großbrand 82 Häuser und Ställe, die Stadtkirche, beide Schulen und die Pfarrhäuser. Gleiches geschah einige Jahre später, am 4. August 1729, wobei erneut weite Teile der Stadt in Flammen aufgingen. Auch dieses Mal unterstützte die Regierung den Wiederaufbau und sorgte für bauliche Verbesserungen, die das Brandrisiko minderten.
Das Textilgewerbe war der wichtigste Wirtschaftsfaktor jener Zeit. Webereien und Färbereien wurden von Meistern mit Gesellen und Lehrlingen zünftig betrieben, während die Spinnereien jedermann offen standen. Neuen Aufschwung erhielt das Gewerbe, als Schnupftücher in Mode kamen, einfache Baumwolltücher, die beim Tabakschnupfen Verwendung fanden. Die Muster dieser Tücher wechselten fast jährlich. Zur Unterstützung der örtlichen Handwerksmeister schalteten sich kapitalkräftige Zwischenhändler ein. Durch eine Verordnung vom 28. November 1780 wurde die Handwerksordnung dahingehend geändert, dass die Betriebe beliebig viele Webstühle betreiben sowie Gesellen und Lehrlinge beschäftigen durften. Den Meistern wurde erlaubt, sich zusammenzuschließen; der Textilmarkt wurde liberalisiert. Diese Maßnahmen sorgten für einen wirtschaftlichen Schub und ebneten in Grundzügen den Weg zur Industrialisierung. In Münchberg und der nahen Umgebung betrieben 1791 drei Baumwolltuchhändler mit 150 Webern den Handel im großen Stil.

### Der Übergang an Preußen

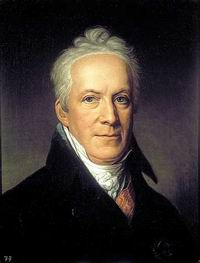
Karl August Freiherr von Hardenberg

1791 schloss Markgraf Karl Alexander mit Friedrich Wilhelm II. von Preußen einen Geheimvertrag, in dem er für 300.000 Gulden Jahresrente auf seine beiden fränkischen Fürstentümer verzichtete. Beide fielen an Preußen. Als Verwalter wurde Karl August von Hardenberg eingesetzt, der die fränkischen Fürstentümer nach preußischem Vorbild umgliederte. Aus dem fränkischen Fürstentum Bayreuth wurden sechs Kreise mit jeweils sechs Kammerämtern gebildet. Das Kammeramt Münchberg gehörte zum Kreis Hof. Sitz des Amtes war die Stadt Münchberg.
Eine Historische Tabelle von dem Zustande der Stadt Münchberg auf das Jahr 1793 gibt detailliert über die Stadt zum damaligen Zeitpunkt Auskunft. Darin werden 246 Häuser aufgezählt, 53 mit massiver Bauweise, 103 halbmassive und 90 Häuser aus Fach- oder Reihenwerk. 39 Häuser waren mit Schindeln oder Ziegeln, 206 mit Stroh oder Schindeln gedeckt. Daneben gab es 190 Scheunen. Zwei Kirchen, zwei staatliche und sieben städtische Gebäude waren vorhanden. Aus den vorangegangenen Bränden waren 20 wüste Stellen noch nicht bebaut. 65 Brunnen versorgten die 1803 Einwohner mit Trinkwasser. 721 Bewohner lebten in der Stadt, 491 in der oberen, 581 in der unteren Vorstadt und 10 in der Obermühle.
Während der Zeit der preußischen Herrschaft hatte die Baumwollweberei in Münchberg eine große Bedeutung. Hardenberg berichtete 1794, dass in den Münchberger Manufakturen 1647 Arbeiter beschäftigt waren einschließlich der auswärtigen Spinner und Weber, die nach Münchberg lieferten. Der Wert der Erzeugnisse lag bei 60.380 Gulden, davon entfielen 57.480 auf den Export. Abnehmer waren neben dem Inland Sachsen, Süddeutschland, Böhmen, Italien und die Schweiz.

### Die Napoleonische Besatzung
Der Aufstieg Napoléons zum französischen Kaiser und seine Kriegszüge beendeten alsbald die Zugehörigkeit zu Preußen. Während des Vierten Koalitionskriegs drangen am 8. Oktober 1806 Napoléons Truppen auf ihrem Vormarsch nach Nordosten auch ins Münchberger Gebiet ein, nachdem die Preußen unter General Bogislav von Tauentzien abgezogen waren. Nach einem Zeitzeugenbericht des damals elfjährigen Karl Zapf erreichten die ersten Teile der Armee gegen elf Uhr Münchberg. In der folgenden Nacht kampierte Marschall Soult mit ca. 40.000 Mann in und um Münchberg. Es kam zu Plünderungen, das Vieh und alle greifbaren Nahrungsmittel der umliegenden Dörfer wurden geraubt und zur Verpflegung der Soldaten in die Stadt geschafft. Münchberg musste außerdem 1100 Gulden Kontribution zahlen, um härteren Naturalleistungen zu entgehen. Das Geld sammelten die Franzosen bei den reichen Bürgern der Stadt ein. Nachdem der Hauptteil der Armee abgezogen war, kam es zwischen dem 12. Oktober und dem 31. Dezember 1806 aufgrund der Lage Münchbergs an einer wichtigen Vormarschroute zu weiteren Einquartierungen. Die Stadt musste in dieser Zeit noch für weitere 12.207 Soldaten Verpflegung und Unterkunft bereitstellen.

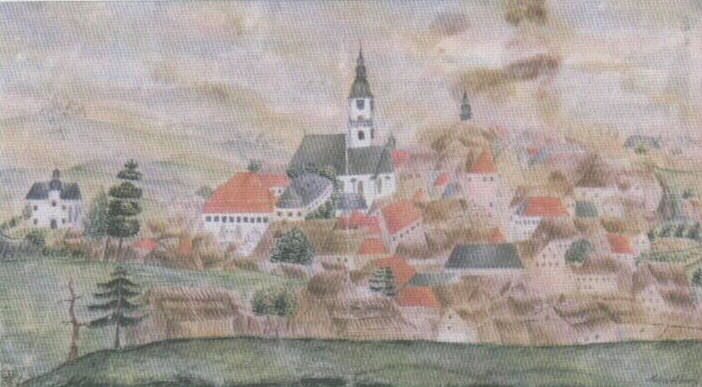
Stadtansicht von Münchberg, Aquarell um 1800

Die Besatzer bestimmten am 8. November 1806 Baron Camille de Tournon neben dem Militärgouverneur Le Grand de Mercy zum Verwalter des Fürstentums Bayreuth. Beide hielten an der preußischen Verwaltungsstruktur fest. Die Franzosen forderten hohe Kontributionszahlungen, wobei auf das Kastenamt Münchberg 10.000 Gulden entfielen. Nach vernichtenden Niederlagen Preußens musste 1807 im Frieden von Tilsit das Fürstentum Bayreuth endgültig an das französische Kaiserreich abgetreten werden. Am 12. Dezember desselben Jahres wurde die Leibeigenschaft formal aufgehoben. Für Münchberg und das Fürstentum hatte dies keine Auswirkungen, da dort nach einem zeitgenössischen Bericht schon seit Mitte des 13. Jahrhunderts keine Leibeigenschaft mehr bestand.
Die Textilindustrie wurde stark von Napoleons Kontinentalsperre beeinflusst. Die Leinweberei konnte ihre Produkte nur noch schwer absetzen und erzielte niedrigen Erlös. Anders erging es der Baumwollweberei. Sie verlor durch den Wegfall der billigen englischen Maschinenerzeugnisse ihre Konkurrenz. Inländische Produkte konnten wieder besser abgesetzt werden.
Im anschließenden Fünften Koalitionskrieg besetzte Österreich kurzfristig das ehemalige Fürstentum Bayreuth. Nach Ausbruch der Kampfhandlungen räumten die Franzosen das Gebiet. In Münchberg waren davon Teile einer Kompanie des 108. französischen Linien-Infanterie-Regiments betroffen. Die österreichischen Invasionskorps überschritten am 10. Juni 1809 die Grenze. Ab dem 12. Juni stand das Fürstentum unter österreichischer Militärverwaltung. Während dieser Zeit musste die Stadt mehrfach kleinere Truppenverbände verpflegen. Nach der Niederlage Österreichs und dem Frieden von Schönbrunn hatten die Franzosen das Gebiet wieder unter Kontrolle.
Durch Verkauf endete am 30. Juni 1810 die Existenz des Fürstentums Bayreuth und Münchberg kam zum Königreich Bayern.

### Das Königreich Bayern
Nach dem Übergang an Bayern wurde die Verwaltung neu strukturiert und das Gebiet des ehemaligen Fürstentums am 26. September 1810 dem bayerischen Mainkreis zugeteilt. Das Kammeramt Münchberg wurde aufgelöst. An seine Stelle trat ab 1. Oktober 1811 ein Rentamt, dem vor allem die Finanzverwaltung oblag. Einige Jahre später erhielt es den Namen Finanzamt. Die Justiz wurde mit Wirkung vom 6. Januar 1812 umgestaltet. Das frühere Justizamt wurde aufgelöst und durch ein Landgericht der Klasse I ersetzt. Seine Aufgaben waren die Rechtspflege und die allgemeine Verwaltung. Diese Umstellung bedeutete einen Rückschritt in der Behördenorganisation, da die vorherige Trennung von Verwaltung und Justiz aufgehoben wurde. Bei der von König Ludwig I. veranlassten Gebietsreform vom 29. November 1837 wurde der Mainkreis in Oberfranken umbenannt. Im gleichen Jahr kam es zur letzten großen Brandkatastrophe in Münchberg, bei der Teile der oberen Stadt abbrannten.
Durch mehrere Verwaltungsverordnungen wurde 1861 die Justiz wieder aus der Verwaltung herausgelöst. Einige Jahre später wurde einheitlich der Name Amtsgericht festgelegt. Am 1. Juli 1862 wurden die Landgerichte aufgelöst und durch Bezirksämter ersetzt. Das Bezirksamt Münchberg umfasste alle Städte und Gemeinden des späteren Landkreises mit Ausnahme der Gebiete des Bezirksamts Berneck. Diese wurden dem Münchberger Amt zwischen 1929 und 1931 zugewiesen.

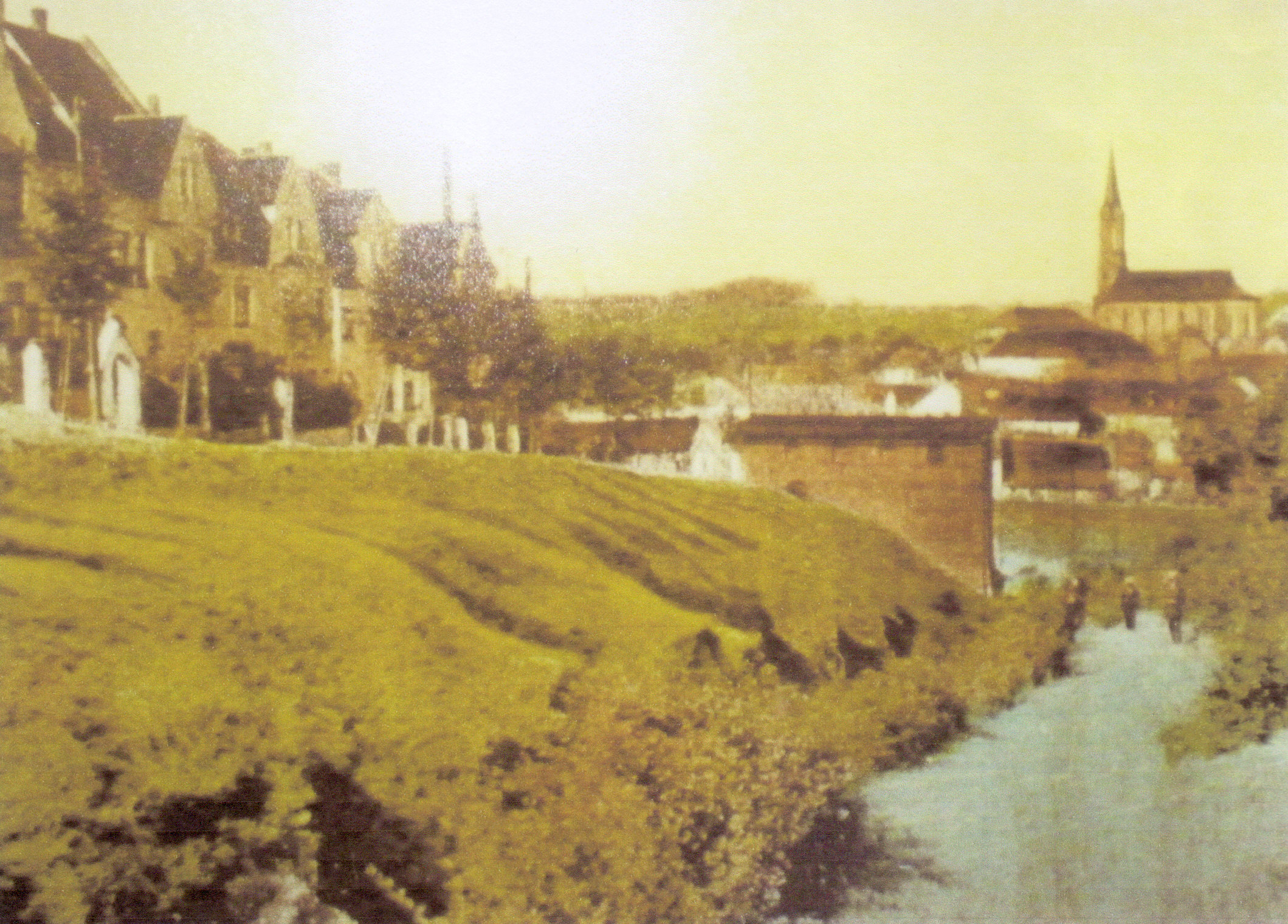
Der Kreuzberghohlweg um 1893

Bis zum Ende des 19. Jahrhunderts blieb die Stadt überwiegend evangelisch. Mit der Zeit kamen aber wieder Katholiken in die Stadt, die im Jahre 1830 der katholischen Pfarrei Marienweiher zugeordnet wurden. Am 12. März 1898 gründete die örtliche katholische Gemeinschaft den Arbeiterverein, der als Kuratie im Wesentlichen die gleichen Funktionen wie eine Pfarrei wahrnahm. Das zu betreuende Gebiet wurde durch die Regierung von Oberfranken am 8. März 1904 festgelegt und umfasste den Landkreis Münchberg mit Ausnahme von Gefrees und Stammbach.
Durch die Aufhebung der Kontinentalsperre konnte der Großteil der heimischen Textilindustrie nicht mehr mit den englischen Importen konkurrieren. Auch förderte Bayern die Textilindustrie zuerst nicht mehr. Viele der Betriebe mussten schließen. Als Folge wurde versucht besonders die Jacquardweberei und deren Webstuhl einzuführen. Die örtliche Industrie war aber mangels Wissen nicht in der Lage diese Technik umzusetzen. Die Vergabe eines Darlehens für einen modernen Webstuhl machte nur Sinn, wenn die Empfänger auch über eine entsprechende Ausbildung verfügten. Um dem Abhilfe zu leisten, planten örtliche Textilfabrikanten mit staatlicher Unterstützung 1854 den Bau einer Webschule. Als das Projekt an Geldmangel zu scheitern drohte, half die Regierung aus und genehmigte am 23. Juni 1854 alle erforderlichen Mittel. Münchberg wurde der zentrale Schulstandort. Filialschulen wurden in Helmbrechts, Stammbach, Wüstenselbitz, Sparneck und Zell eingerichtet. Aus dieser Institution ging die Textilfakultät der Hochschule Hof in Münchberg hervor.
Während des Baus der Ludwig-Süd-Nord-Bahn hatte die Sektion für die Schiefe Ebene ihren Sitz in Münchberg. In diesem Zusammenhang forderte die Eisenbahngesellschaft eine bessere medizinische Versorgung für die am Streckenbau beteiligten Arbeiter. Die Stadt entschloss sich deshalb am 26. Oktober 1844, ein Krankenhaus in der Dr.-Martin-Luther-Straße einzurichten. Einige Jahre später, am 5. Juni 1896, beschloss die Stadt den Neubau des Krankenhauses. Das Bezirksamt Münchberg regte ein Krankenhaus für den gesamten Bezirk an, was von der Stadt abgelehnt wurde. Man versicherte allerdings, dass auch jeder Patient aus dem Bezirk aufgenommen werde. Am 17. November 1898 wurde der Neubau am Schlegler Weg bezogen, in dem 32 Betten zur Verfügung standen. Als die Bauarbeiten an der Bahnstrecke abgeschlossen waren, wurde Münchberg am 1. November 1848 mit dem Streckenabschnitt Neuenmarkt–Hof an das deutsche Schienennetz angeschlossen und der Münchberger Bahnhof gebaut. Für die örtliche Industrie war der Eisenbahnanschluss von entscheidender Bedeutung. Der kostengünstige Transport von Massenwaren wurde möglich. Steinkohle und Baumwolle konnten wesentlich einfacher bezogen werden.

### Der Erste Weltkrieg und die Weimarer Republik

#### Der Erste Weltkrieg

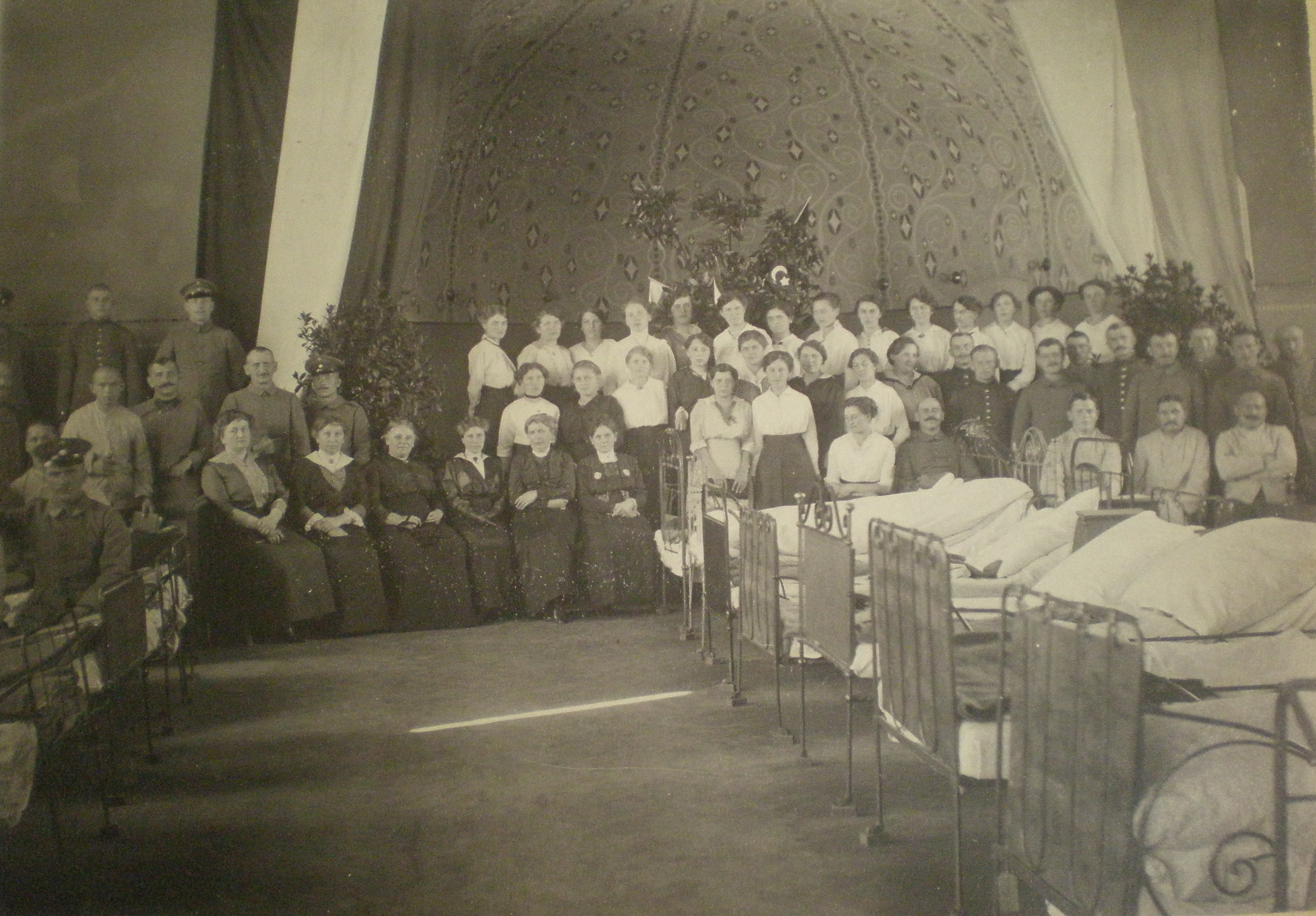
Das Lazarett in der Turnhalle des Sportheims

Zu Beginn des Ersten Weltkriegs war die Kriegsbegeisterung groß. Nach der deutschen Kriegserklärung meldeten sich 170 minderjährige Jungen freiwillig zur Wehrkrafttruppe Münchberg, einer Organisation, deren Aufgabe es war, sie für den Krieg vorzubereiten. Ende Dezember 1914 wurden nach Meldungen über deutsche Erfolge in Polen Böllerschüsse abgegeben. Alle Glocken der Kirchen wurden geläutet. In der Stadt wurden zwei Lazarette für Kriegsverwundete eingerichtet, eines davon in der Turnhalle, das andere im Webschulpensionat. Die Landwirtschaft musste bei Aushebungen mehrmals Pferde an die Armee abgeben. Die Textilindustrie stellte ihre Produktion auf Rüstungsgüter wie Wolldecken, Zelttücher und Uniformstoffe um. Der Bahnhof wurde mehrmals von großen Truppentransporten passiert. Mitte April 1915 waren aus dem Bereich des Münchberger Bezirksamts 3000 Männer, im Mai 3500 zum Wehrdienst einberufen. Die Lebensmittel verknappten sich im Laufe des Krieges.
Gegen Ende des Krieges stürzte das Deutsche Kaiserreich in eine tiefgreifende wirtschaftliche, soziale und politische Krise, die schließlich zur Novemberrevolution führte. Am 9. November 1918 dankte in Berlin der letzte deutsche Kaiser Wilhelm II. ab. Friedrich Ebert wurde Kanzler, Philipp Scheidemann rief die Republik aus, während Karl Liebknecht die „Freie Sozialistische Republik Deutschland“ proklamierte.

#### Die Weimarer Republik

##### Der Arbeiter- und Bauernrat

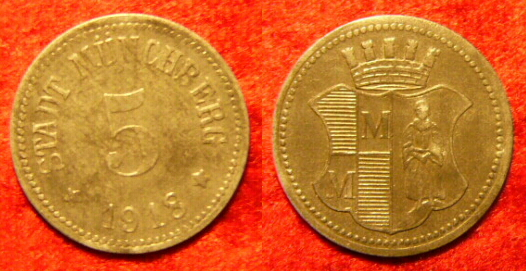
Münchberger Notgeld: Fünf Pfennig von 1918

Nach der Gründung von Arbeiter- und Bauernräten in Bayern hielt am 14. November 1918 der Hofer Max Blumtritt auf einer Volksversammlung in Münchberg seine Rede Volk und Frieden. Die Zahl der Teilnehmer übertraf die Erwartungen, so dass die Veranstaltung ins Freie verlegt wurde. Es entstand der Arbeiter- und Soldatenrat Münchberg mit dem Ersten Vorsitzenden Max Ebly. Am gleichen Tag versuchte der Rat, die Kontrolle über das Bezirksamt und die Stadt Münchberg zu erlangen. Bürgermeister Durst erklärte, er und seine Beamten stünden vor vollendeten Tatsachen und würden der neuen Zeit gerecht werden. Ähnlich reagierte auch das Bezirksamt. Auf dem Gebäude wurde die rote Flagge gehisst. Einige Tage später, am 25. November 1918 wurde der Arbeiter- und Soldatenrat in Arbeiter- und Bauernrat umbenannt. Da die Verwaltung, der Bürgermeister und der Bezirksamtmann weiterhin im Amt blieben, kam es zu keiner einschneidenden Veränderung. Nachdem der Einfluss des Rates stark gesunken war, löste er sich 1919 auf.

##### Die Inflation und ihre Folgen

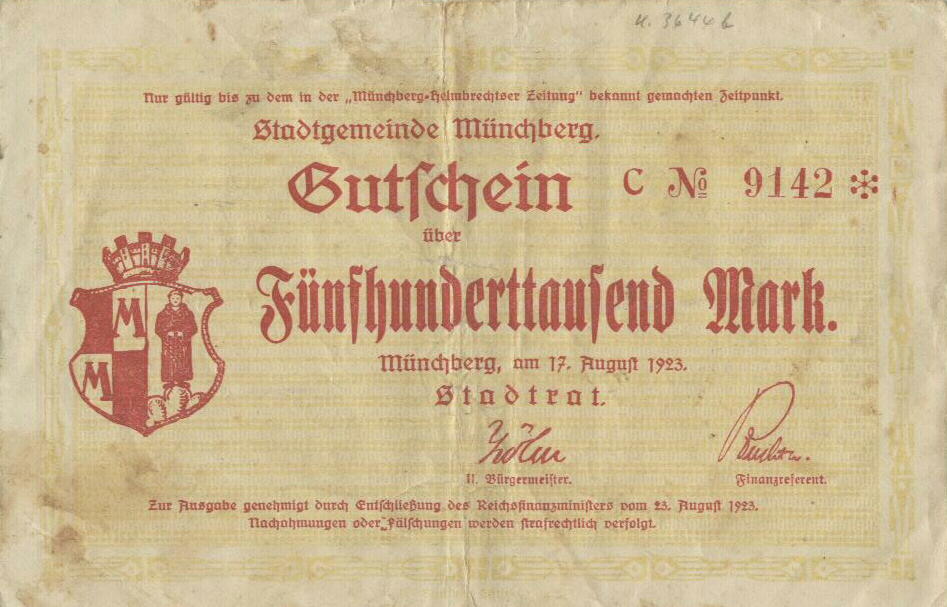
Münchberger Notgeld: Gutschein über 500.000 Mark

Auf die schwierige wirtschaftliche Lage reagierte besonders die Textilindustrie bald mit Entlassungen. Die Preise stiegen durch die Hyperinflation enorm an. Kostete ein Brot im Oktober 1922 noch 14 Reichsmark, waren es im Februar 1923 1400, im August 200.000 und im Oktober 680 Millionen. Das Bezirksamt Münchberg ermahnte die Landwirte, ihre Lebensmittel nicht über den Schwarzmarkt zu verkaufen. Die Stadt vermittelte Arbeitslose als Erntehelfer an die Landwirtschaft. Mehrere Firmen griffen zur Selbsthilfe, indem sie das Geld, das im Umlauf fehlte, durch eigene Gutscheine oder Lohnschecks zu kompensieren versuchten. Zu diesen Firmen gehörten die Aktienfärberei, wenig später die Firma Friedrich Schödel, die Aktiengesellschaft Braunsberg & Co und die Mönchsbräu. Dies bewegte die Stadt Münchberg, eigenes Notgeld zu drucken. Nach der Genehmigung durch das Reichsfinanzministerium wurden am 29. August 1923 20 Milliarden Reichsmark in Scheinen im Wert von 100.000, 200.000, 500.000, 1,2 und 5 Millionen Reichsmark ausgegeben. Das Finanzministerium verbot gleichzeitig die Ausgabe und den Verkehr nicht autorisierten Notgeldes, darunter fielen die Scheine der genannten Firmen, Gutscheine der Städtischen Sparkasse und Schecks der Bayerischen Vereinsbank Münchberg. Die Inflation war damit aber noch lange nicht vorüber: In einer Stadtratssitzung vom 25. Oktober 1923 wurde der Druck höherer Wertstufen beschlossen. Die höchste Wertstufe erreichte den Betrag von 200 Milliarden. Die Einführung der Rentenmark stoppte diese Entwicklung.
Ab 1924 verbesserte sich die allgemeine Lage im Zuge der Goldenen Zwanziger wesentlich. Insgesamt waren diese Jahre eine Phase der relativen Stabilisierung und wirtschaftlichen Aufwärtsentwicklung. Von entscheidender Bedeutung für die Radikalisierung der Politik wurde schließlich die Weltwirtschaftskrise. Durch die einsetzende Massenarbeitslosigkeit verschlechterte sich die soziale und wirtschaftliche Lage dramatisch. Dies ging einher mit einer Dauerregierungskrise. Es kam zu Neuwahlen und Kabinettskrisen in rascher Abfolge, bei denen schließlich die NSDAP immer mehr Zulauf erhielt.

### Die Stadt Münchberg im Nationalsozialismus

#### Die NSDAP an der Macht

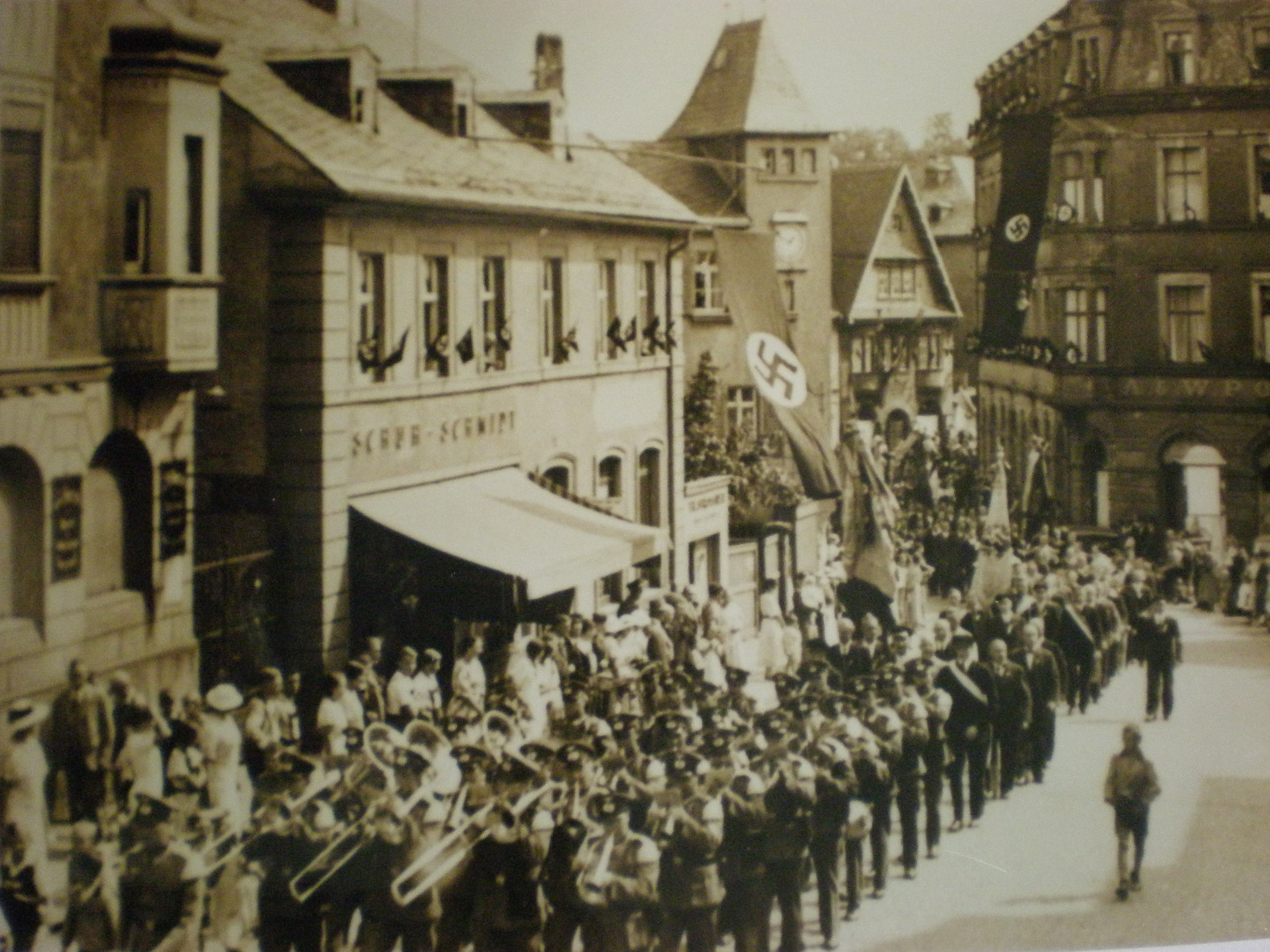
NSDAP-Aufmarsch in der Bahnhofstraße

Bereits vor der Ernennung Hitlers zum Reichskanzler kam es in Münchberg am 29. Januar 1933 zu einem Werbemarsch der SA und der SS und zu einer Kundgebung der NSDAP-Ortsgruppe. In Vorbereitung der Reichstagswahlen vom 5. März 1933 wurde versucht, durch Propaganda Wähler zu mobilisieren. Aufgrund der Reichstagsbrandverordnung verbot das Bezirksamt Münchberg sämtliche Demonstrationen Andersdenkender. Begründet wurde dieser Schritt mit der angeblichen Gefahr für die öffentliche Sicherheit. Am 1. März 1933 kam es zu Hausdurchsuchungen bei Mitgliedern der KPD-Ortsgruppe.
Am Wahltag konnte die NSDAP ihr Ziel in Münchberg erreichen. Bei einer Wahlbeteiligung von 93,5 Prozent erreichte sie 53,2 Prozent der Stimmen (bayernweit 43,1 Prozent). Die anderen Parteien mussten Stimmenverluste hinnehmen. Nur die SPD konnte sich trotz der massiven Behinderung ihrer Aktivitäten mit 28,8 Prozent der Stimmen halten. Die Schutzmannschaft Münchberg verhaftete in der Folge mehrere kommunistische Funktionäre. Das Ende der KPD wurde durch das reichsweite Verbot Ende März besiegelt.

#### Die Beseitigung der Demokratie
Gemäß § 12 des Gleichschaltungsgesetzes vom 31. März 1933 wurde der Münchberger Stadtrat aufgelöst und am 22. April neu gebildet. Fritz Höhn (SPD), bis dahin Zweiter Bürgermeister, wurde die weitere Ausübung dieses Ehrenamtes untersagt. Die Zahl der Sitze im Stadtrat wurde von 20 auf 15 reduziert. Bürgerliche Parteien waren nicht mehr vertreten. Der gleichgeschaltete Stadtrat trat am 27. April 1933 erstmals zusammen. Der NSDAP-Ortsvorsitzende Wagner wurde zum Zweiten, Robert Zink (NSDAP) zum Dritten Bürgermeister gewählt. Die SPD-Fraktion enthielt sich der Stimme.
In der Folgezeit versuchten die NS-Stadträte, die SPD völlig aus der Gemeindearbeit zu verdrängen. Am 1. Mai 1933 reichten dann drei Stadträte der SPD-Fraktion ihren Rücktritt mit der Begründung ein, dass seitens der Mehrheiten im Stadtrat eine Mitarbeit nicht erwünscht sei. Nachdem der SPD auf Reichsebene am 22. Juni 1933 jede politische Tätigkeit untersagt worden war, wurden die Mandate der SPD-Stadträte ungültig. Die freigewordenen Sitze wurden von Mitgliedern der NSDAP übernommen. Auf Grund einer Weisung der bayerischen politischen Polizei sollten am 30. Juni 1933 unter anderen sämtliche ehemaligen Münchberger SPD-Funktionäre verhaftet und in das Konzentrationslager Dachau gebracht werden. Neun wurden tatsächlich verhaftet. Ob sie nach Dachau kamen, ist nicht feststellbar.
Am Vormittag des 2. Mai 1933 wurden die Verkaufsstellen des Konsumvereins und die Büros der freien Gewerkschaften von SA und SS besetzt. Die Gewerkschaftsmitglieder wurden zwangsweise in die DAF eingegliedert. Die meisten der Münchberger Vereine wurden entweder verboten oder mussten Neuwahlen abhalten und ihre bisherigen Vorstände mit Linientreuen besetzen.

#### Die Judenverfolgung
Im Jahr 1933 lebten acht Juden in Münchberg. Das entsprach 0,1 Prozent der Bevölkerung. Im Zuge des Boykottaufrufs der NSDAP blockierten SA und SS am 1. April 1933 zwei jüdische Geschäfte. Man versuchte, die Bevölkerung am Betreten zu hindern, was allerdings nicht den erwünschten Erfolg brachte. Der Boykott wurde zwei Tage später aufgehoben und am 7. Juli 1933 der Besitzer eines der beiden Läden in „Schutzhaft“ genommen. Das Geschäft wurde daraufhin von der Ehefrau weitergeführt. Über das weitere Schicksal dieser Familie ist nichts bekannt.

### Die Kriegsjahre

#### Die Auswirkungen in der Stadt
Während der ersten Kriegsjahre des Zweiten Weltkriegs propagierte die örtliche Parteiorganisation den Krieg und appellierte später an den Durchhaltewillen der Bevölkerung. Dabei wurde die Anzahl der Parteiveranstaltungen erhöht. Stufenweise wurde die Zwangsrationierung von Lebensmitteln und Bekleidung eingeführt. Diese waren nur noch auf Lebensmittelmarken und Bezugsscheinen erhältlich.
Anfang Mai 1942 mussten alle Denkmäler aus Bronze und Kupfer zu Rüstungszwecken abgeliefert werden. In Münchberg war davon das Kriegerdenkmal mit der Löwenstatue am Klosterplatz betroffen. Das gleiche Schicksal traf 1943 auch die drei Kirchenglocken der Stadtkirche. Nach dem Krieg wurden die Glocken im Hamburger Glockenlager wiederentdeckt und am 20. September 1947 an die Stadt zurückgegeben.
Für die Münchberger Schüler wurde der Alltag immer weniger von der Schule bestimmt. Zumeist war kein geregelter Schulbetrieb möglich, da nicht genügend Lehrkräfte vorhanden waren und die Schüler oft als Erntehelfer herangezogen wurden. Der Unterricht an der Lutherschule konnte aufgrund des knappen Heizmaterials nur noch im Wechsel mit der damaligen Hans-Schemm-Schule aufrechterhalten werden. Zeitweilig benutzte die Wehrmacht die Schulen als Reservelazarette. Bis 1945 kamen viele Zivilisten aus den gefährdeten Gebieten in das bislang unversehrte Münchberg. Allein 641 Personen aus Hamburg mussten aufgenommen werden. Die Wohnraumsituation verschärfte sich drastisch.

#### Zwangsarbeit und Konzentrationslager-Außenlager
Die örtlichen Betriebe, Verwaltungen und Vereine mussten früh einen starken Verlust an Arbeitskräften und Mitgliedern hinnehmen, da die meisten Männer aus Münchberg zum Wehrdienst einberufen wurden. Die fehlenden Kräfte wurden durch die weibliche Bevölkerung ersetzt oder der Arbeitsaufwand für Verbliebene wurde drastisch erhöht. Die Textilindustrie setzte seit 1941 25 französische Kriegsgefangene ein.
Es finden sich Hinweise darauf, dass sich in Münchberg ein dem Konzentrationslager Flossenbürg unterstelltes Außenlager befand. Wie bei vielen Außenlagern, welche oft nur kurz bestanden oder sehr klein waren, wurden auch Hinweise auf dieses vernichtet. In der Dokumentation der KZ-Gedenkstätte Flossenbürg findet dieses Lager keine Erwähnung.
Andere Quellen beschreiben ein Lager, in welchem Zwangsarbeiter, welche in der Metall-, Guss- und Presswerk Heinrich Diehl GmbH eingesetzt wurden, inhaftiert waren. Das Lager wurde vor April 1945 geschlossen. Genauer Standort sowie Aussehen ist nicht bekannt.

#### Der Luftangriff im August 1940
In der Nacht vom 16. auf den 17. August 1940 bombardierten vier Flugzeuge der Royal Air Force Münchberg. Es waren die ersten Fliegerbomben, die in Bayern fielen. Als der Fliegeralarm ertönte, vermuteten viele Bürger einen Probealarm und nur wenige gingen in einen Schutzraum. Das Werksgebäude der zur Aktienfärberei gehörenden Zwirnerei und Gebäude der Seidenspulerei wurden vollständig zerstört. Ein Bauernhof nahe der Georg-Meister-Straße wurde beschädigt. Zwei Personen wurden verletzt, ein Pferd starb. Bis 1945 wurde Münchberg oft von Bombern überflogen, aber nicht bombardiert.
Tieffliegerangriffe bereiteten den Einmarsch von US-Truppen am 15. April 1945 vor.

#### Das Kriegsende
Am 26. März 1945 erreichte die 3. amerikanische Armee Bayern. Am 13. April 1945 wurden in Münchberg an verschiedenen Stellen Panzersperren errichtet. Einen Tag später erreichten Panzereinheiten des 3. Bataillons und des 104. Infanterieregiments die Stadt von Westen und Norden. Nachmittags sprengten deutsche Soldaten drei Brücken. Die Brücke an der Bayreuther Straße wurde wegen der darunter liegenden Versorgungsleitungen verschont. Viele Einwohner waren wegen der zu erwartenden Kampfhandlungen geflohen oder suchten in dem als Bunker dienenden Eiskeller der Bischoffbräu Zuflucht. Einige wenige deutsche Soldaten hatten zwischen der Kulmbacher Straße und dem Bahndamm sowie in der Senke vor der Autobahn Stellung bezogen. Gegen 22 Uhr versuchte Bürgermeister Otto den Stadtkommandanten von der Sinnlosigkeit einer Verteidigung zu überzeugen, hatte damit aber keinen Erfolg.
Gegen Mitternacht begann der Beschuss von Münchberg. Dieser hielt bis in die frühen Morgenstunden an. Getroffen wurde vor allem der Bereich Gartenstraße, Kreuzberg, Wilhelmstraße und der Bahnhof. Am Vormittag des 15. April zogen die letzten deutschen Soldaten ab. Amerikanische Infanterie rückte am gleichen Tag kampflos in die Innenstadt vor. Dort drangen die Soldaten in die NSDAP-Kreisleitung ein, warfen Hitlerbilder auf die Straße und durchsuchten verschiedene Häuser nach Waffen. Bürgermeister Otto musste von Haus zu Haus gehen und die Bürger auffordern, weiße Flaggen zu hissen. Mit diesem Tag war die Stadt unter amerikanischer Besatzung.

### Die Besatzung und die Nachkriegszeit

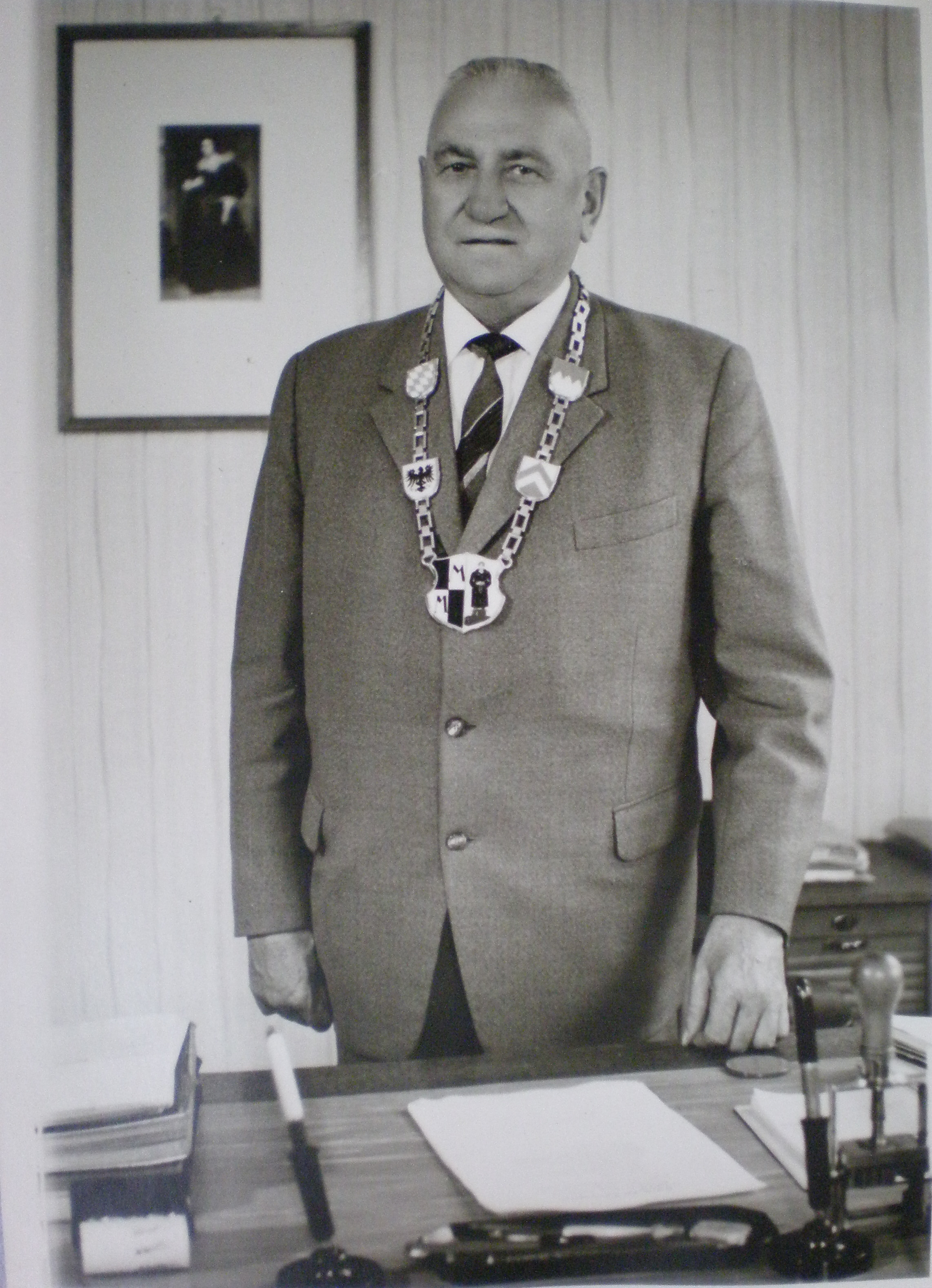
Der Münchberger Bürgermeister Max Specht

Nach dem Einmarsch der Amerikaner wurden Ober- und Mittelfranken dem Detachment E1B3 unter Colonel Edward M. Haight unterstellt. Am 18. April trafen die für die Bezirksämter Münchberg, Rehau und Wunsiedel vorgesehenen Besatzungs- und Verwaltungstruppen ein. Nach der deutschen bedingungslosen Kapitulation am 8. Mai 1945 wurde Bayern und damit Münchberg Teil der amerikanischen Besatzungszone. Die Besatzer erließen strenge Anordnungen für den Alltag der Bevölkerung. Es wurde eine tägliche Ausgangssperre von 21:30 bis 5:00 Uhr verhängt. Wer trotz der Sperre draußen angetroffen wurde, musste zur Strafe die Nacht im Schützenhaus verbringen. Es war den Bürgern nicht erlaubt, sich mehr als zwölf Kilometer von der Stadt zu entfernen. Die Bezeichnung „Führer“ und der Hitlergruß wurden verboten. An jedem Haus musste eine Liste der Bewohner angebracht werden. Zum ersten Bürgermeister der Nachkriegszeit wurde Max Specht bestimmt. Im Juni 1946 wurde die Hans-Schemm-Schule in Parkschule, der Hindenburgpark in Stadtpark und die Adolf-Hitler-Straße in Hofer Straße umbenannt. Die Einwohnerzahl der Stadt stieg durch die Aufnahme von Flüchtlingen von etwa 7.400 auf 11.400. Das evangelische Dekanat stellte den Vertriebenen, von denen viele katholisch waren, die Kirchen und Kapellen für Gottesdienste zur Verfügung. 1958 wurde das Dorf Schlegel aus der Gemeinde Meierhof nach Münchberg eingemeindet.

### Die jüngere Vergangenheit
Im Zuge der Gebietsreform in Bayern folgten 1972 die Gemeinden Poppenreuth, Sauerhof und Straas. Am 1. Juli 1972 wurde der Landkreis Münchberg aufgelöst und in die Landkreise Hof und Bayreuth integriert. Münchberg verlor seinen Status als Kreisstadt, das Amtsgericht wurde aufgelöst. Gleichzeitig kamen die Gemeinden Markersreuth, Meierhof und Mechlenreuth zur Stadt, die mit 12.144 Einwohnern ihren damals höchsten Einwohnerstand erreichte.
Am 10. November 1989, dem Tag nach dem Mauerfall, besuchten Millionen von DDR-Bürgern die grenznahen Städte, so auch Münchberg. Den größten Ansturm hatte die Stadt am Montag, den 20. November, zu bewältigen. Die Autos wurden auf den Schützenhaus- und den Schwimmbadparkplatz geleitet. Der Einzelhandel brach unter dem Ansturm fast zusammen. Gegen Mittag hatte sich die Situation so zugespitzt, dass die Polizei die Innenstadt absperren musste. Bis 14 Uhr wurden durch die Stadtverwaltung 200.000 Mark als Begrüßungsgeld an die Besucher ausgezahlt. Nach Hof war Münchberg die am zweitstärksten frequentierte Stadt Bayerns. Innerhalb von acht Wochen wurden an 180.831 Besucher fast zwölf Millionen Mark Begrüßungsgeld ausgezahlt.

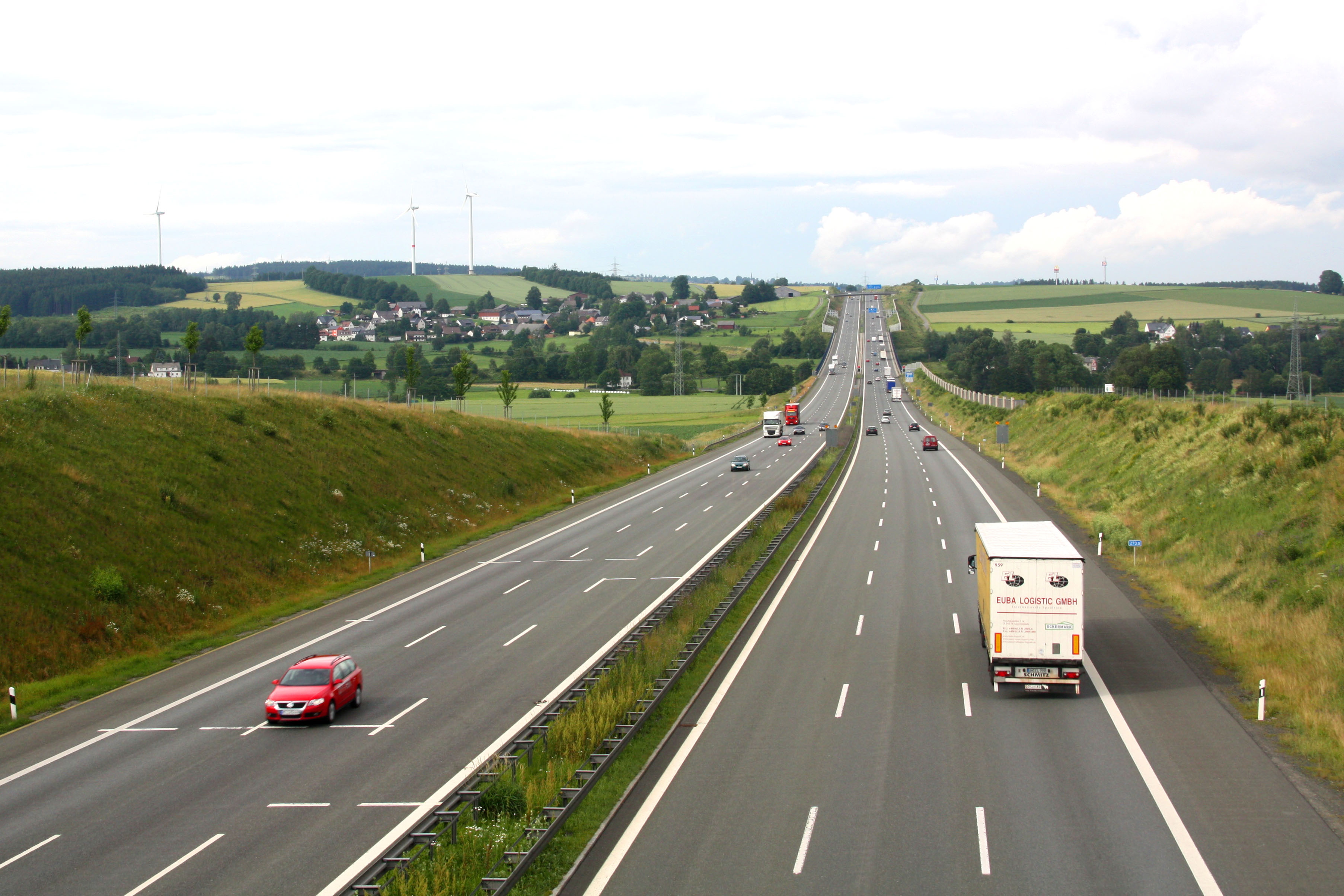
Die Münchberger Senke heute

Am 19. Oktober 1990 kam es auf der A 9 in der Münchberger Senke zu einer der schwersten Katastrophen im deutschen Straßenverkehr. Gegen 8:32 Uhr fuhren bei dichtem Nebel 170 Fahrzeuge, darunter sechs Busse und acht LKW, ineinander. Zehn Menschen starben, 123 wurden verletzt, davon 34 schwer. Nach der Katastrophe wurde die Geschwindigkeit in der Senke beschränkt und im Jahr 2000 eine 500 Meter lange Talbrücke fertiggestellt.
Bei der Kommunalwahl am 2. März 2008 wurde Thomas Fein im Amt des Bürgermeisters bestätigt. Das Wahlergebnis des Stadtrats bestätigte die Sitzverteilung der Wahl 2002. Im Zusammenhang mit der zunehmenden Globalisierung und der Wirtschaftskrise begannen die örtlichen Textilunternehmen mit der Auslagerung oder Schließung ihrer produzierenden Bereiche. Einige Firmen stellten die unternehmerische Tätigkeit gänzlich ein. Zum 31. Oktober 2008 schloss mit der Schoedel AG eines der traditionsreichsten Münchberger Textilunternehmen.
Anfang 2009 kam es innerhalb des Stadtrates zu Unstimmigkeiten wegen des Verkaufs städtischer Wohnungen. Die SPD-Fraktion votierte für einen vollständigen Erhalt, während sich CSU und die Münchberger Wählergemeinschaft für einen teilweisen Verkauf aussprachen. Daraufhin wurden erstmals in der Stadtgeschichte zwei Bürgerentscheide initiiert. Am 29. März 2009 entschieden sich 1895 von 8522 Wahlberechtigten für den Erhalt der städtischen Wohnungen. Der zweite Entscheid für den Verkauf schlug fehl, er erhielt 671 der Stimmen und erreichte das notwendige Quorum von 20 % nicht. Der Stadtrat ist an diese Entscheidung ein Jahr lang gebunden.